# Glock GmbH

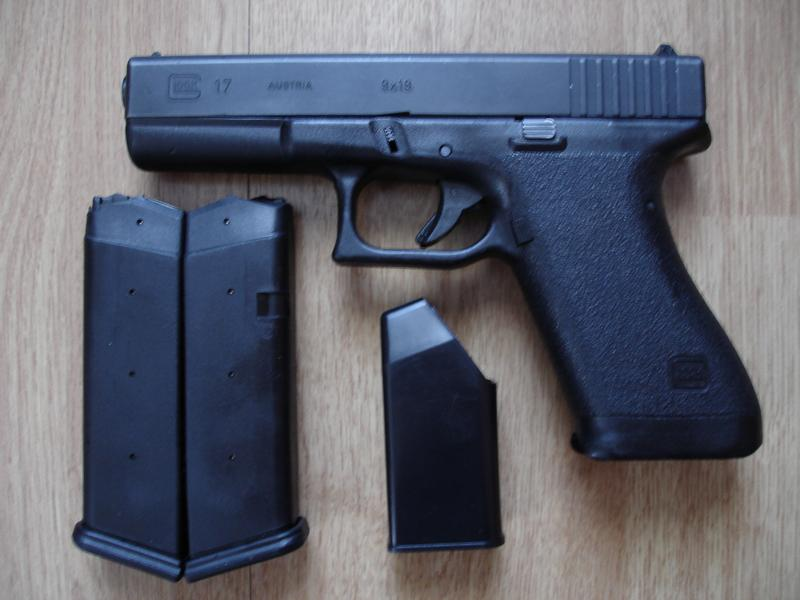
Vista d'una Glock 17.

Glock G.m.b.H (sovint escrit simplement Glock) és una empresa austríaca fabricant d'armes, coneguda pels seus ganivets de combat i les seves pistoles. L'empresa va ser fundada el 1963 a Deutsch-Wagram per Gaston Glock.

## Productes
La primera arma de foc de Glock va ser la Glock 17, a principis dels anys 80. Aquesta arma va ser coneguda com a P80, (avui G-17), i va ser desenvolupada per a l'exèrcit austríac. Avui, existeixen 21 diferents models de pistoles Glock, la construcció de les quals és la mateixa, tot i que varien en el calibre (des de 9mm fins a .45 ACP, incorporant calibres nous com el 45 GAP (Glock Automatic Pistol) i d'altres menys difosos com el 357 SIG o el 10 mm. AUTO, precursor del 40 SW. Dins dels models Glock hi ha els estàndard, compactes, sub-compactes, slim i de competició o large, a banda de diferenciar-se per altres detalls com la longitud i la quantitat de municions que poden carregar.
Aquestes pistoles van ser de les primeres que van emprar materials no-metàl·lics per a la construcció de l'arma. Per aquest fet, les pistoles Glock van ser conegudes com les "pistoles de plàstic". En realitat, les pistoles empren encara nombroses parts fabricades de metall. Les pistoles operen amb un mecanisme únic de seguretat, anomenat Safe-Action, mitjançant el qual, hi ha tres sistemes de seguretat per prevenir que l'arma es dispari accidentalment. Si algun dels mecanismes falla, els altres dos serveixen de mitigació perquè l'arma no s'accioni involuntàriament.

## Popularitat
Les pistoles Glock són l'arma estàndard per a l'exèrcit noruec i l'austríac, la policia de Londres, la policia de Veneçuela, la policia nacional de l'Equador i la policia de Trànsit de Costa Rica, la policia austríaca, algunes unitats policials especials alemanyes com la GSG 9, i ⅔ de les forces de policia dels Estats Units. Addicionalment, les Glock van ser proveïdes a les autoritats de seguretat de l'Iraq.
Les pistoles Glock també són populars en pel·lícules i episodis de televisió. A la pel·lícula The Matrix Reloaded s'utilitza la versió Glock 18, la qual és totalment automàtica.
Part d'aquesta popularitat li va arribar en ser mostrada a la pel·lícula La Jungla de Cristall 2; en aquest film, s'afirmava que era indetectable en estar fabricada en ceràmica, cosa que va fer que les seves vendes augmentessin (tot i que no és cert).